# HD 51682
HD 51682，又名CD-35 3225，SAO 197388、HR 2604，是一颗恒星，视星等为6.29，位于銀經245.63，銀緯-14.29，其B1900.0坐标为赤經6h 53m 10.2s，赤緯-35° -14.29′ 33″。